# Erwin Scheu
Erwin Scheu (* 13. März 1886 in Steinheim an der Murr; † 28. November 1981 in Nürnberg) war ein deutscher Geograph.

## Leben
Erwin Scheu, 1886 in Steinheim an der Murr geboren, absolvierte nach dem Abitur ein Studium der Geographie an den Universitäten Stuttgart, Berlin, Leipzig und Freiburg. In der Folge erhielt er eine Stelle als Lehrbeauftragter für Geographie an der Universität Erlangen, bevor er 1909 als Assistent an die Universität Leipzig wechselte. Dort war Scheu zunächst von 1913 bis 1924, zwischenzeitlich unterbrochen durch seine Teilnahme am Ersten Weltkrieg, als Privatdozent für Geographie an der Philosophischen Fakultät eingesetzt. Anschließend bekleidete Scheu bis 1929 eine außerplanmäßige Professur für Geographie an der Mathematisch-Naturwissenschaftlichen Abteilung der Philosophischen Fakultät.
1929 folgte Scheu einem Ruf auf den Lehrstuhl für Wirtschaftsgeographie an der Handelshochschule Königsberg, den er bis zu seiner Emeritierung 1945 innehatte. Scheu publizierte vor allem Beiträge zur Wirtschaftsgeographie Deutschlands.
Nach dem Beginn des Überfalls auf Polen erstellte Scheu im Auftrag der Reichsarbeitsgemeinschaft für Raumforschung ein Gutachten über die so genannten „Neuen Ostgebiete“, also die dem Deutschen Reich sofort nach der Eroberung völkerrechtswidrig angegliederten Gebiete Polens. Das Gutachten beschäftigte sich mit der „Eindeutschung“ der neugeschaffenen Reichsgaue Wartheland und Danzig-Westpreußen sowie des Regierungsbezirks Zichenau – es ging im Wesentlichen um die Vertreibung der einheimischen Bevölkerung und gleichzeitigen Ansiedlung von „Volksdeutschen“. Seine Eindrücke von einer Bereisung dieser Gebiete schilderte Scheu auch in einem von Rassismus und Antisemitismus strotzenden Artikel in der Geographischen Zeitschrift (1/1941, S. 16–37).
1943 wurde er zum Mitglied der Deutschen Akademie der Naturforscher Leopoldina gewählt.
Ab November 1950 bis Oktober 1951 war Scheu außerordentlicher Professor für Wirtschaftsgeographie an der Universität Bonn, von 1953 bis 1958 Honorarprofessor an der Universität Erlangen.
Erwin Scheu, der 1919 Hertha, die Tochter des Walter Bräutigam ehelichte, verstarb am 28. November 1981 im Alter von 95 Jahren in Nürnberg.

## Schriften (Auswahl)
- Deutschlands wirtschaftsgeographische Harmonie, Breslau 1924

- Die Lebensmittelversorgung der sächsischen Großstädte, Breslau 1924

- Des Reiches wirtschaftliche Einheit : Eine Darstellung der inneren Verflechtg des Deutschen Reiches in allen seinen Teilen, Berlin 1926

- Deutschlands Wirtschaftsprovinzen und Wirtschaftsbezirke, Berlin 1928

- Wirtschaftsgeographische Probefahrten, Breslau 1936

- West- und Nordeuropa in Natur, Kultur und Wirtschaft, Potsdam 1938